# Parsonsia densiflora
Parsonsia densiflora är en oleanderväxtart som beskrevs av D.J. Middleton. Parsonsia densiflora ingår i släktet Parsonsia och familjen oleanderväxter. Inga underarter finns listade i Catalogue of Life.